# ماكس روزنبرغ
ماكس روزنبرغ (بالإنجليزية: Max Rosenberg)‏ هو شخصية أعمال ومنتج أفلام أمريكي، ولد في 13 سبتمبر 1914 في ذا برونكس في الولايات المتحدة، وتوفي في 14 يونيو 2004 في لوس أنجلوس في الولايات المتحدة.

## وصلات خارجية
- ماكس روزنبرغ على موقع IMDb (الإنجليزية)
- ماكس روزنبرغ على موقع قاعدة بيانات الفيلم (الإنجليزية)